# Karlinbach
Der Karlinbach (ital. Rio Carlino) ist ein rund 17 Kilometer langer Zufluss des Reschensees in Südtirol. Der Karlinbach entwässert das Langtauferer Tal in den Ötztaler Alpen. Das Einzugsgebiet erstreckt sich über 110 km² und über einen Höhenbereich von 3738 m an der Weißkugel bis 1498 m am Reschensee. Der Karlinbach wird stark von Gletschern geprägt, geologisch ist das Einzugsgebiet vorwiegend aus Glimmerschiefern und Paragneisen aufgebaut.
Der Karlinbach entspringt der Gletscherzunge des Langtauferer Ferners. Weitere Gletscher im Einzugsbereich sind Bärenbartferner und Freibrunner Ferner. Ein bedeutender Zufluss ist der Rieglbach. Der Karlinbach zeigt das typische Abflussregime eines Gletscherbaches mit einem Maximum im Frühjahr und Frühsommer bei der Schneeschmelze sowie einem Minimum in den Wintermonaten. Bei Hinterkirch, einer der Siedlungen von Langtaufers, wird Wasser des Karlinbaches zur Stromgewinnung abgezweigt. Bei Graun mündet er in den Reschensee.
Er ist bereits 1680 in der heutigen Form erwähnt. Es kann der antike Name Karninu ‚kleiner Bach im Gestein‘ zugrunde liegen.